# Festa de la Federació
La Festa de la Federació —en francès, Fête de la Fédération— és una celebració commemorativa del primer aniversari de la presa de la Bastilla, esdeveniment considerat simbòlicament com el punt d'inici de la Revolució francesa. Es va celebrar per primera vegada el 14 de juliol de 1790 en el Camp de Mart de la ciutat de París, i se celebra cada 14 de juliol per llei, des de l'any 1880, com a Dia Nacional de França.

## Antecedents
El 15 de juliol de 1789, el rei Lluís XVI havia aprovat la creació de la Guàrdia Nacional de París, una milícia encarregada de mantenir l'ordre i assegurar la protecció dels parisencs. Des d'agost de 1789 es van constituir, imitant a la Guàrdia Nacional de París, federacions locals i regionals de guàrdies nacionals en el Migdia francès. El moviment es va estendre ràpidament per tota França davant la urgència de canalitzar els disturbis provocats per la Gran Por en el camp i entre els camperols. El 1790 La Fayette, comandant des de la seva creació de la Guàrdia Nacional de París, va proposar organitzar per commemorar el primer aniversari de la presa de la Bastilla, una festa nacional d'aquesta Federació, a celebrar a París. L'Assemblea Nacional va acceptar la proposta plantejant que la commemoració fos la festa de la unió de la «nació federada» que associava a totes les parts entorn d'un projecte comú.
El 1791 l'Assemblea Nacional francesa va decidir que aquesta primera commemoració del 14 de juliol de 1790 fos la festa de la reconciliació i la unitat de tots els francesos.

## Preparatius
Des de l'1 de juliol de 1790, 1200 obrers van començar a treballar en l'excavació del lloc triat per a l'escenificació de la cerimònia. Es tractava de transformar el Camp de Mart en un ampli circ amb una capacitat per a 100.000 espectadors, al centre del qual s'elevaria l'altar de la Pàtria. Els treballadors estaven ben alimentats però mal pagats, així que quan se'ls va retreure la lentitud amb què avançaven els treballs, van amenaçar amb paralitzar les obres.
Davant el ritme lent de les obres, es va decidir apel·lar a la bona voluntat dels parisencs, que van respondre en massa. El propi rei Lluís XVI va viatjar des de Saint-Cloud i va donar un cop amb un pic, alhora que La Fayette, en camisa, treballava com qualsevol altre obrer. De seguida es va formar una multitud humana on els obrers del raval de Sant Antoine es barrejaven amb els nobles, els monjos amb els burgesos, i les prostitutes anaven de la mà amb les dames dels barris alts. Els carboners, els carnissers, els impressors, acudiren amb les seves banderes tricolors i cantaven l'Ah! Ça ira i d'altres cobles patriòtiques. Els soldats es barrejaven amb els guàrdies nacionals i els 50.000 federats vinguts de les províncies.

## La Festa

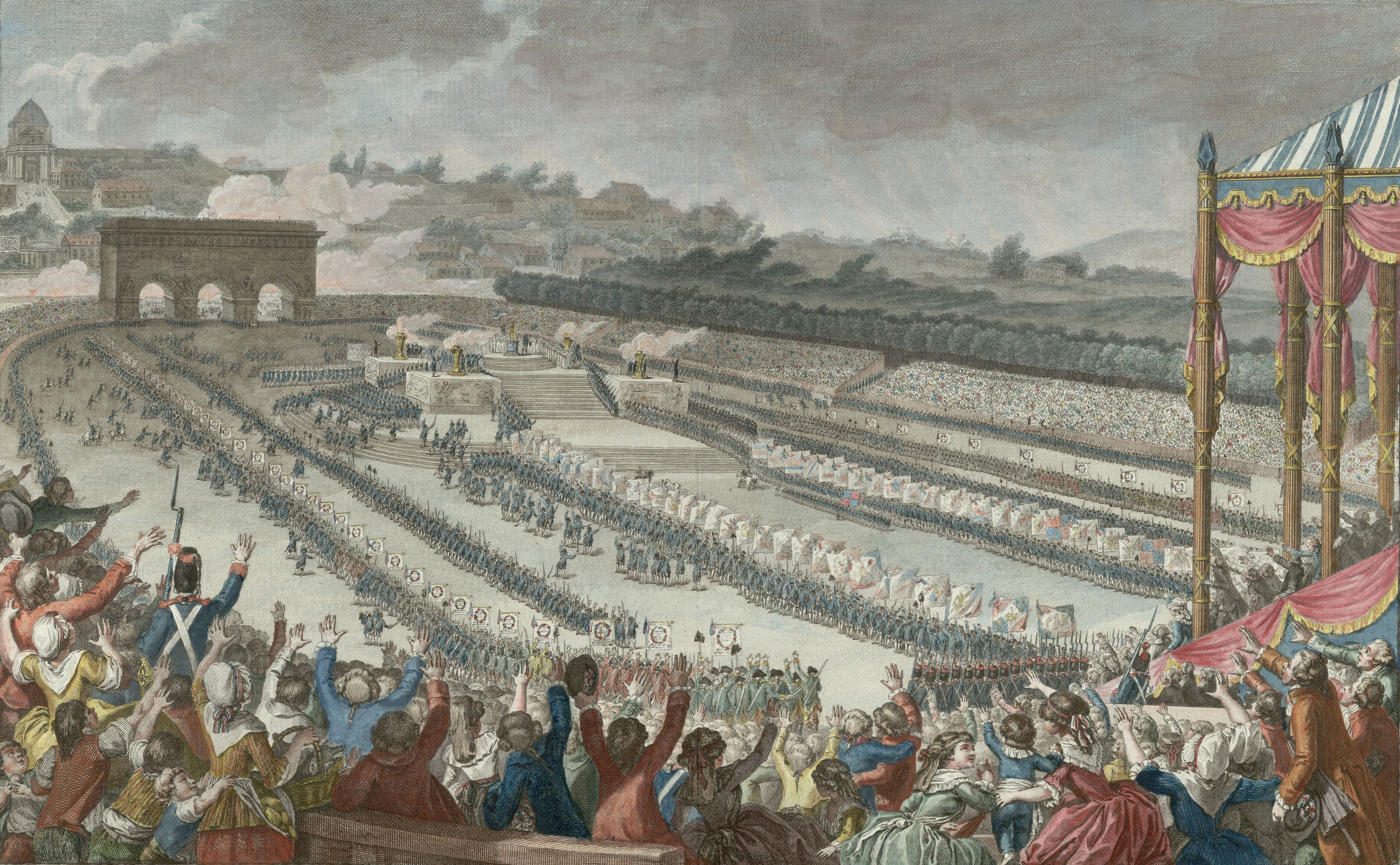
Desfilada dels 100.000 federats en el Camp de Mart de París durant la Festa de la Federació

La Festa de la Federació fou el 14 de juliol de 1790, un any després de la presa de la Bastilla durant la Revolució Francesa. Els federats van desfilar amb els seus tambors i les seves banderes, en un total de 100.000 inclosos els de París. Els parisencs es van situar sobre els talussos que s'havien aixecat al voltant de l'esplanada. Lluís XVI es va asseure en el pavelló que s'havia erigit davant de l'Escola Militar. La participació de la gent va ser multitudinària i entusiasta. La missa va ser celebrada per Charles Maurice de Talleyrand-Périgord, aleshores bisbe d'Autun. La Fayette, amb uniforme de gala, va arribar muntat en un cavall blanc i va pujar a l'estrada. Lluís XVI va prestar jurament a la Nació i a la llei, la multitud va entonar un Te Deum, i va marxar mentre la multitud s'abraçava i llançava visques, alguns d'ells dirigits al propi rei. A moltes altres ciutats, especialment a Hamburg (Alemanya), es va celebrar també l'aniversari de la presa de la Bastilla.
El 14 de juliol de 1880 es va declarar oficialment dia de la Festa nacional francesa, a petició del diputat Benjamin Raspail. Es va triar la data de la festivitat no només en commemoració de la presa de la Bastilla el 14 de juliol de 1789, sinó també en memòria de la Festa de la Federació. Per als diputats i els senadors que van aprovar la llei, la primera recordava una jornada sagnant, mentre la segona era una jornada festiva sense que disminuís, no obstant, la importància de la primera.